# TCEANC2
TCEANC2 (англ. Transcription elongation factor A N-terminal and central domain containing 2) – білок, який кодується однойменним геном, розташованим у людей на 1-й хромосомі. Довжина поліпептидного ланцюга білка становить 208 амінокислот, а молекулярна маса — 24 150.
| 10         |  | 20         |  | 30         |  | 40         |  | 50         |
| ---------- |  | ---------- |  | ---------- |  | ---------- |  | ---------- |
| MDKFVIRTPR |  | IQNSPQKKDS |  | GGKVYKQATI |  | ESLKRVVVVE |  | DIKRWKTMLE |
| LPDQTKENLV |  | EALQELKKKI |  | PSREVLKSTR |  | IGHTVNKMRK |  | HSDSEVASLA |
| REVYTEWKTF |  | TEKHSNRPSI |  | EVRSDPKTES |  | LRKNAQKLLS |  | EALELKMDHL |
| LVENIERETF |  | HLCSRLINGP |  | YRRTVRALVF |  | TLKHRAEIRA |  | QVKSGSLPVG |
| TFVQTHKK   |  |            |  |            |  |            |  |            |

A: Аланін

C: Цистеїн

D: Аспарагінова кислота

E: Глутамінова кислота

F: Фенілаланін

G: Гліцин

H: Гістидин

I: Ізолейцин

K: Лізин

L: Лейцин

M: Метіонін

N: Аспарагін

P: Пролін

Q: Глутамін

R: Аргінін

S: Серин

T: Треонін

V: Валін

W: Триптофан

Задіяний у таких біологічних процесах, як ацетилювання, альтернативний сплайсинг. 
Локалізований у ядрі.